# Triepeolus cuabitensis
Triepeolus cuabitensis là một loài Hymenoptera trong họ Apidae. Loài này được Genaro mô tả khoa học năm 1999.